# Hermonassa tapaishana
Hermonassa tapaishana là một loài bướm đêm trong họ Noctuidae.